# Nati nel 1915/Maggio
| Questa pagina contiene informazioni ricavate automaticamente dalle voci biografiche con l'ausilio del template Bio e di un bot. L'aggiornamento è periodico e automatico e ricostruisce completamente la pagina. Se manca una persona in questa lista, sei pregato di non aggiungerla, ma accertati piuttosto che la sua voce biografica contenga il template Bio e che i dati anagrafici siano correttamente compilati. Se il template Bio manca, inseriscilo tu stesso o, in alternativa, metti l'avviso {{tmp\|Bio}} che ne segnala la mancanza. Se i dati riportati sono sbagliati, correggi direttamente la voce biografica; le modifiche saranno visibili in questa lista entro pochi giorni. Per chiarimenti vedi il progetto biografie. La lista contiene solo le 116 persone che sono citate nell'enciclopedia e per le quali è stato implementato correttamente il template Bio. Pagina aggiornata al 26 lug 2025. |

- 1º maggio - Oswald Baker, presbitero inglese († 2004)
- 1º maggio - Hoàng Văn Thái, generale e politico vietnamita († 1986)
- 1º maggio - Giuseppe Martino, pistard e ciclista su strada italiano († 2001)
- 1º maggio - Américo Menutti, calciatore e allenatore di calcio argentino
- 1º maggio - Hanns-Martin Schleyer, dirigente d'azienda e funzionario tedesco († 1977)
- 1º maggio - Ladislas Smid, calciatore ungherese († 1990)
- 1º maggio - Art Stevens, animatore e regista statunitense († 2007)
- 1º maggio - Archie Williams, velocista statunitense († 1993)
- 2 maggio - Doris Fisher, cantautrice statunitense († 2003)
- 2 maggio - Peggy Mount, attrice inglese († 2001)
- 2 maggio - Luciana Pieri Palombi, attrice italiana
- 3 maggio - Mario Acchini, canottiere italiano († 1991)
- 3 maggio - Enrico Cerutti, calciatore italiano
- 3 maggio - Michele Cozzoli, compositore, direttore d'orchestra e arrangiatore italiano († 1961)
- 3 maggio - Stu Hart, wrestler canadese († 2003)
- 3 maggio - Richard Lippold, scultore statunitense († 2002)
- 3 maggio - Nathan Mann, pugile statunitense († 1999)
- 3 maggio - Giannino Piccolroaz, ciclista su strada italiano († 2003)
- 4 maggio - Antonio Ascenzi, medico e paleontologo italiano († 2000)
- 4 maggio - Wladimiro Curatolo, politico italiano († 1993)
- 4 maggio - Donald Allan Darling, statistico statunitense († 2014)
- 4 maggio - José Guillamón, calciatore spagnolo († 1975)
- 4 maggio - Huang Yijun, direttore d'orchestra e compositore cinese († 1995)
- 4 maggio - Ran Laurie, medico e canottiere inglese († 1998)
- 4 maggio - Alberto Lolli Ghetti, militare italiano († 1941)
- 4 maggio - Maria Matilde Principi, entomologa italiana († 2017)
- 5 maggio - Bruno Caracoi, cestista italiano († 1983)
- 5 maggio - Alice Faye, attrice e cantante statunitense († 1998)
- 5 maggio - Josef Hasenöhrl, canottiere austriaco († 1945)
- 5 maggio - Nicolaas Tates, canoista olandese († 1990)
- 5 maggio - Ben Wright, attore e doppiatore britannico († 1989)
- 5 maggio - Ruggero Zangrandi, giornalista, scrittore e storico italiano († 1970)
- 6 maggio - Freddie Cochrane, pugile statunitense († 1993)
- 6 maggio - Cesare Del Cancia, ciclista su strada italiano († 2011)
- 6 maggio - William Hopper, attore e militare statunitense († 1970)
- 6 maggio - Denis Charles Neville, allenatore di calcio e calciatore inglese († 1995)
- 6 maggio - George Perle, compositore statunitense († 2009)
- 6 maggio - Orson Welles, attore, regista e sceneggiatore statunitense († 1985)
- 7 maggio - Dean Mealy, cestista statunitense († 1973)
- 8 maggio - John Archer, attore statunitense († 1999)
- 8 maggio - Aldo Fiorelli, attore italiano († 1983)
- 8 maggio - Giulio Morelli, regista e sceneggiatore italiano († 1985)
- 8 maggio - Mario Nardone, poliziotto e dirigente pubblico italiano († 1986)
- 9 maggio - Luigi Beretta Anguissola, dirigente pubblico italiano († 2001)
- 9 maggio - Aldo Bertocci, tenore italiano († 2004)
- 9 maggio - Maddalena Nodari, pittrice italiana († 2004)
- 9 maggio - Angelo Schiavetta, calciatore italiano († 2010)
- 9 maggio - Gani Strazimiri, pittore, architetto e urbanista albanese († 1993)
- 9 maggio - Mario Zidarich, calciatore e allenatore di calcio italiano († 1974)
- 10 maggio - Salah Abu Seif, regista, sceneggiatore e montatore egiziano († 1996)
- 10 maggio - Toni Fabris, scultore, regista e artista italiano († 1989)
- 10 maggio - Denis Thatcher, militare e imprenditore britannico († 2003)
- 11 maggio - Osvaldo Conti, militare e marinaio italiano († 1939)
- 11 maggio - Aníbal Paciência, calciatore portoghese († 1957)
- 11 maggio - Mario Provaglio, calciatore italiano († 1944)
- 11 maggio - Nathan Scott, compositore statunitense († 2010)
- 12 maggio - Marco Costantini, incisore italiano († 2003)
- 12 maggio - Raffaele Persichetti, militare italiano († 1943)
- 12 maggio - Roger Schutz, monaco cristiano svizzero († 2005)
- 12 maggio - Tony Strobl, fumettista statunitense († 1991)
- 13 maggio - Bruno Boni, canottiere italiano († 2003)
- 13 maggio - Gerhard Grenzel, militare e aviatore tedesco († 1941)
- 13 maggio - Renato Zanardo, militare italiano († 1977)
- 14 maggio - Pietro Prini, filosofo e storico della filosofia italiano († 2008)
- 15 maggio - Leonid Danilovič Agranovič, regista sovietico († 2011)
- 15 maggio - Giovanni Guidi, calciatore italiano
- 15 maggio - Shōzō Makino, nuotatore giapponese († 1987)
- 15 maggio - Pasquale Novi, militare italiano († 1936)
- 15 maggio - Paul Samuelson, economista statunitense († 2009)
- 15 maggio - Jack Watson, attore britannico († 1999)
- 15 maggio - Bill Williams, attore statunitense († 1992)
- 15 maggio - William Witney, regista e attore statunitense († 2002)
- 16 maggio - Ebe De Paulis, cantante e attrice italiana († 1971)
- 16 maggio - Mario Monicelli, regista, sceneggiatore e scrittore italiano († 2010)
- 17 maggio - Pietro Mittica, militare italiano († 2003)
- 17 maggio - Marcel de Quervain, fisico e chimico svizzero († 2007)
- 18 maggio - John Fox, militare statunitense († 1944)
- 18 maggio - Isobel Lennart, sceneggiatrice statunitense († 1971)
- 18 maggio - Ottorino Quaglierini, canottiere italiano († 1992)
- 18 maggio - Cecelia Wolstenholme, nuotatrice britannica († 1968)
- 19 maggio - Renée Asherson, attrice britannica († 2014)
- 20 maggio - Moshe Dayan, generale e politico israeliano († 1981)
- 20 maggio - Salvatore Fausto Flaccovio, editore italiano († 1989)
- 21 maggio - René Tavernier, poeta e filosofo francese († 1989)
- 21 maggio - Bruno Weber, medico e batteriologo tedesco († 1956)
- 22 maggio - Philip J. Corso, ufficiale statunitense († 1998)
- 22 maggio - Antonio Mendolicchio, militare italiano († 1941)
- 23 maggio - Jakob Alder, compositore e violinista svizzero († 2004)
- 23 maggio - Emilio Angeletti, calciatore italiano († 1987)
- 23 maggio - Vicente Beltrán Anglada, scrittore e teosofo spagnolo († 1988)
- 23 maggio - Leone Efrati, pugile italiano († 1945)
- 23 maggio - Eriberto Raffaini, calciatore italiano
- 23 maggio - S. Donald Stookey, inventore statunitense († 2014)
- 23 maggio - Maximilian Volke, aviatore tedesco († 1944)
- 24 maggio - Andrea Scaccini, calciatore e allenatore di calcio italiano († 1995)
- 25 maggio - Bruno Chiavacci, calciatore italiano († 1985)
- 25 maggio - Giuseppe Pesola, militare e aviatore italiano († 1944)
- 25 maggio - Urbano Rovida, calciatore italiano
- 26 maggio - Sam Edwards, attore statunitense († 2004)
- 26 maggio - Srđan Mrkušić, calciatore e ingegnere jugoslavo († 2007)
- 26 maggio - Tommy Walker, calciatore e allenatore di calcio scozzese († 1993)
- 27 maggio - Herman Wouk, scrittore statunitense († 2019)
- 28 maggio - Joseph Greenberg, linguista e antropologo statunitense († 2001)
- 28 maggio - Giacomo Marchello, politico e militare italiano († 2000)
- 28 maggio - Wolfgang Schneiderhan, violinista austriaco († 2002)
- 28 maggio - Morton Smith, storico statunitense († 1991)
- 29 maggio - Italo Gherardini, ufficiale e aviatore italiano († 1940)
- 29 maggio - Karl Münchinger, direttore d'orchestra tedesco († 1990)
- 29 maggio - Isaac Oceja, allenatore di calcio e calciatore spagnolo († 2000)
- 30 maggio - Trentino Bui, calciatore italiano († 1957)
- 30 maggio - Larry Kelley, giocatore di football americano statunitense († 2000)
- 31 maggio - Aldo Del Monte, vescovo cattolico italiano († 2005)
- 31 maggio - Barbara Pepper, attrice e ballerina statunitense († 1969)
- 31 maggio - Francesco Primerano, politico italiano († 1961)
- 31 maggio - Edoardo Villa, scultore italiano († 2011)
- 31 maggio - Judith Wright, poetessa australiana († 2000)